# Vreni Schneider
Vreni Schneider, nascuda amb el nom de Verena Schneider (Elm, Suïssa, 26 de novembre de 1964), és una esquiadora alpina suïssa, ja retirada, que va destacar entre les dècades del 1980 i el 1990.
Considerada una de les millors esquiadores alpines de tots els temps, és la segona esquiadora en nombre de victòries (55) en la Copa del Món d'esquí alpí, darrere de l'austríaca Annemarie Moser-Pröll. Al llarg de la seva carrera ha encapçalat tres vegades la classificació general de la Copa del Món en més d'onze disciplines. Així mateix, la temporada de la Copa del Món 1988-89 va establir un rècord, encara avui dia no batut, de 14 victòries parcials.
Va participar en els Jocs Olímpics d'hivern del 1988, disputats a Calgary (Canadà), on va guanyar la medalla d'or en les proves d'eslàlom i eslàlom gegant. En els Jocs Olímpics d'hivern del 1992, a Albertville (França), no va tenir tanta sort i va acabar setena en la prova d'eslàlom i no va completar la prova de l'eslàlom gegant. En els Jocs Olímpics d'hivern del 1994, disputats a Lillehammer (Noruega), va guanyar tres medalles: una d'or en la prova d'eslàlom, una medalla de plata en la prova de combinada alpina i una medalla de bronze en l'eslàlom gegant, a més d'acabar trenta-tresena en la prova de descens.
Al llarg de la seva carrera en el Campionat del Món d'esquí alpí ha guanyat 6 medalles, i destaquen les medalles d'or en les proves d'eslàlom gegant (1987 i 1989) i eslàlom (1991).

## Victòries a la Copa del Món
| Temporada | Disciplina     |
| --------- | -------------- |
| 1986      | Eslàlom gegant |
| 1987      | Eslàlom gegant |
| 1989      | General        |
| 1989      | Eslàlom gegant |
| 1989      | Eslàlom        |
| 1990      | Eslàlom        |
| 1991      | Eslàlom gegant |
| 1992      | Eslàlom        |
| 1993      | Eslàlom        |
| 1994      | General        |
| 1994      | Eslàlom        |
| 1995      | General        |
| 1995      | Eslàlom gegant |
| 1995      | Eslàlom        |

| Data     | Seu               |
| -------- | ----------------- |
| 17/12/86 | Courmayeur        |
| 14/02/87 | Saint-Gervais     |
| 24/01/88 | Bad Gastein       |
| 16/12/88 | Altenmarkt        |
| 20/12/88 | Courmayeur        |
| 03/01/89 | Maribor           |
| 08/01/89 | Mellau            |
| 15/01/89 | Grindelwald       |
| 03/03/89 | Furano            |
| 10/03/89 | Shigakogen        |
| 25/11/89 | Park City         |
| 06/01/90 | Piancavallo       |
| 09/01/90 | Hinterstoder      |
| 21/01/90 | Maribor           |
| 18/03/90 | Åre               |
| 11/03/91 | Lake Louise       |
| 30/11/91 | Lech am Arlberg   |
| 18/01/92 | Maribor           |
| 29/02/92 | Narvik            |
| 06/01/93 | Maribor           |
| 17/01/93 | Cortina d'Ampezzo |
| 19/03/93 | Vemdalen          |
| 28/03/93 | Åre               |
| 28/11/93 | Santa Caterina    |
| 19/12/93 | St. Anton         |
| 09/01/94 | Altenmarkt        |
| 23/01/94 | Maribor           |
| 05/02/94 | Sierra Nevada     |
| 10/03/94 | Mammoth Mountain  |
| 20/03/94 | Vail              |
| 17/11/94 | Park City         |
| 18/12/94 | Sestriere         |
| 26/02/95 | Maribor           |
| 19/03/95 | Bormio            |

| Data     | Seu                  |
| -------- | -------------------- |
| 17/12/84 | Santa Caterina       |
| 17/03/85 | Waterville Valley    |
| 06/01/86 | Maribor              |
| 19/01/86 | Oberstaufen          |
| 20/03/86 | Waterville Valley    |
| 06/12/86 | Waterville Valley    |
| 05/01/87 | Saalbach-Hinterglemm |
| 13/02/87 | Megève               |
| 22/03/87 | Sarajevo             |
| 05/01/88 | Tignes               |
| 28/11/88 | Les Menuires         |
| 18/12/88 | Valzoldana           |
| 06/01/89 | Schwarzenberg        |
| 07/01/89 | Schwarzenberg        |
| 21/01/89 | Tignes               |
| 08/03/89 | Shigakogen           |
| 11/01/91 | Kranjska Gora        |
| 17/03/91 | Vail                 |
| 08/12/91 | Santa Caterina       |
| 05/01/92 | Oberstaufen          |

| Data     | Seu        |
| -------- | ---------- |
| 16/12/88 | Altenmarkt |

| Data     | Seu               |
| -------- | ----------------- |
| 17/12/86 | Courmayeur        |
| 14/02/87 | Saint-Gervais     |
| 24/01/88 | Bad Gastein       |
| 16/12/88 | Altenmarkt        |
| 20/12/88 | Courmayeur        |
| 03/01/89 | Maribor           |
| 08/01/89 | Mellau            |
| 15/01/89 | Grindelwald       |
| 03/03/89 | Furano            |
| 10/03/89 | Shigakogen        |
| 25/11/89 | Park City         |
| 06/01/90 | Piancavallo       |
| 09/01/90 | Hinterstoder      |
| 21/01/90 | Maribor           |
| 18/03/90 | Åre               |
| 11/03/91 | Lake Louise       |
| 30/11/91 | Lech am Arlberg   |
| 18/01/92 | Maribor           |
| 29/02/92 | Narvik            |
| 06/01/93 | Maribor           |
| 17/01/93 | Cortina d'Ampezzo |
| 19/03/93 | Vemdalen          |
| 28/03/93 | Åre               |
| 28/11/93 | Santa Caterina    |
| 19/12/93 | St. Anton         |
| 09/01/94 | Altenmarkt        |
| 23/01/94 | Maribor           |
| 05/02/94 | Sierra Nevada     |
| 10/03/94 | Mammoth Mountain  |
| 20/03/94 | Vail              |
| 17/11/94 | Park City         |
| 18/12/94 | Sestriere         |
| 26/02/95 | Maribor           |
| 19/03/95 | Bormio            |

| Data     | Seu                  |
| -------- | -------------------- |
| 17/12/84 | Santa Caterina       |
| 17/03/85 | Waterville Valley    |
| 06/01/86 | Maribor              |
| 19/01/86 | Oberstaufen          |
| 20/03/86 | Waterville Valley    |
| 06/12/86 | Waterville Valley    |
| 05/01/87 | Saalbach-Hinterglemm |
| 13/02/87 | Megève               |
| 22/03/87 | Sarajevo             |
| 05/01/88 | Tignes               |
| 28/11/88 | Les Menuires         |
| 18/12/88 | Valzoldana           |
| 06/01/89 | Schwarzenberg        |
| 07/01/89 | Schwarzenberg        |
| 21/01/89 | Tignes               |
| 08/03/89 | Shigakogen           |
| 11/01/91 | Kranjska Gora        |
| 17/03/91 | Vail                 |
| 08/12/91 | Santa Caterina       |
| 05/01/92 | Oberstaufen          |

| Data     | Seu        |
| -------- | ---------- |
| 16/12/88 | Altenmarkt |